# Арыс (озеро)
Ары́с (устар. Арыс-куль, Арысъ-куль, Соръ-булакъ; каз. Арыс — «большой, длинный») — самосадочное солёное озеро (солончак) в северо-восточной части Сырдарьинского района Кызылординской области, на западе Бетпак-Далы.
Название озера двусоставное, раскладывается на два компонента, происходящих из иранского и урало-алтайского языков, ар и ыс. И первый и второй компонент в этих языках означают одно и то же — «река», то есть дословно Арыс означает «река-река», что также позволяет истолковать название как озеро тянущееся подобно реке или просто озеро похожее на арыс (реку).

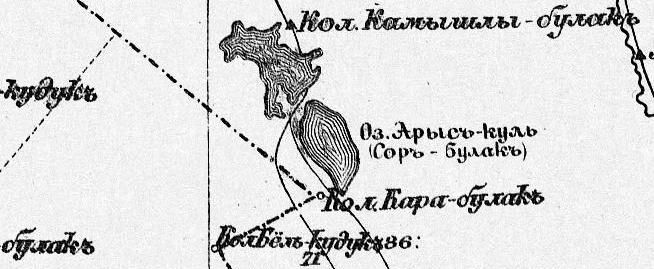
Озеро на карте 1895 года. Издание 1919-24 гг. Масштаб 1:2100000

Площадь 124,5 км² (также указывается 173 км²), длина 21,2 км, ширина 9,5 км. Площадь бассейна 15 900 км². Дно ровное, покрытое слоем соли толщиной от 15 до 50 см. Минерализация 32,5 г/л. Вода относится к классу хлоридных, содержит йод, фтор, бром, бор, цинк, марганец и железо.

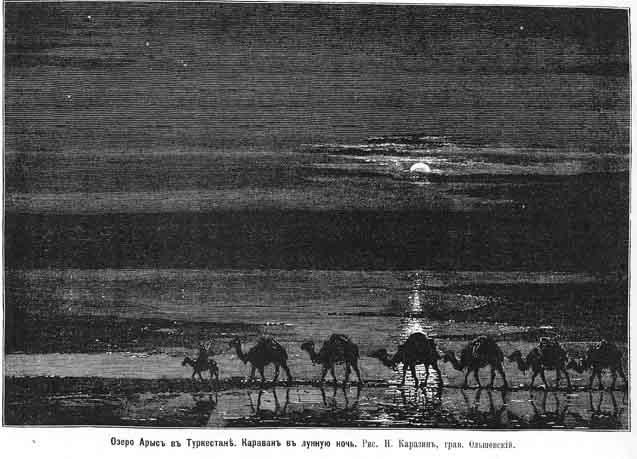
Караван пересекает мелководное озеро Арыс ночью (1874)

Во времена Российской империи озеро находилось на границе Тургайского уезда Туграйской области и Перовского уезда Сырдарьинской области.
Через озеро Арыс пролегал караванный путь из Ташкента в Троицк. Уже в конце XIX века озеро летом распадалось на группу озёр, к концу лета озеро высыхает (с 1968 года).